# شهرستان لینچوان
شهرستان لینچوان (به لاتین: Linquan County) یک منطقهٔ مسکونی در چین است که در فویانگ واقع شده‌است.